# Бръчковци
Бръчковци е село в Северна България. То се намира в община Елена, област Велико Търново.

## География
Село Бръчковци се намира в планински район.

## История
Селцето е основано и носи името си на основателя си – Иван Бръчков, роден през 1755 година в днешна Хърватия. Там и до днес, един от най-важните острови носи идентичното име Брач. Иван Бръчков живее 110 години. Умира в град Свищов и успява да отгледа и възпита голям и достоен български род. Неговите потомци в знак на уважение и дълбока признателност съграждат един от впечатляващите надгробни паметници в гробищния парк на град Свищов. Паметникът е висок до 2,5 метра и е направен от бял мрамор. Внуците на този знаменателен човек изграждат новородената Българска държава чрез своите дела в Свищов, Русе, Шумен, Варна, Велико Търново, София и Благоевград.